# Dysmicoccus texensis
Dysmicoccus texensis är en insektsart som först beskrevs av Richard C. Tinsley 1900.  Dysmicoccus texensis ingår i släktet Dysmicoccus och familjen ullsköldlöss. Inga underarter finns listade i Catalogue of Life.